# アレクシス・ルメール
アレクシス・ルメール（Alexis Claude Lemaire、1980年 - ）はフランスのコンピュータ科学者であり、暗算チャンピオン。100桁の数の十三乗根と200桁の数の十三乗根の暗算において世界記録を保持している。ランス大学の博士課程で人工知能を専攻する学生でもある。
2002年5月10日、100桁の数の十三乗根を13.55秒で計算し、Willem Kleinが保持していた公式記録（88.8秒）とGert Mittringが保持していたやや公式とは言えない記録（39秒）を打ち破った。2004年11月23日、Mittringはルメールの記録更新に挑戦したものの、問題を標準化するのが困難であることを理由に、乱数から根を抽出する記録の承認を止めると大会組織が決定していたため、11.8秒というタイムは認められなかった。一ヶ月足らずの後（2007年12月17日）、ルメールは自分の記録を、3.625秒という記録で更新する――この記録は、数字を読み、根を計算し、答えを読み上げることすべてを行うのにかけた時間である。100桁の数3,893,458,979,352,680,277,349,663,255,651,930,553,265,700,608,215,449,817,188,
566,054,427,172,046,103,952,232,604,799,107,453,543,533の13乗根を暗算で求めた。答えは、5,792,573であった。無論、この記録もまた非公式である。
この偉業の後、ルメールは100桁の数の十三乗根を求める試みに見切りをつけ、200桁の暗算に移行する（この努力はルールページに記述されている通りである。十三乗根 およびを参照）。アスリートのごとく、ルメールは日々この困難な作業のため脳を鍛え上げた。2005年4月6日、200桁の数の十三乗根を8分33秒で暗算 2007年7月30日までに、そのタイムは77.99秒に短縮、そして11月15日には72.4秒になった。最新の記録は2007年12月10日に達成されたもので、ランダムな200桁の数の十三乗根を70.2秒で暗算によって求めた。通称「暗算選手」(mathlete)のルメールはロンドン科学博物館に於いて、2,407,899,893,032,210という答えを生み出したのである。
暗算で十三乗根を求めるための200桁の数を作り出すのには一台のコンピュータが使われた。博物館の数学キュレーターであるジェーン・ウェスは「ルメールは座っていて非常に静かでした。それで、それはもう突然、パッと答えを出すんです。最高の計算能力だと思いますね。とにかく巨大な記憶力を持っていて、計算に人生をかけている。そういった場面を見るってのは本当にすごいことですよ。こんな飛びぬけた能力をもっている人はそうそういなんですから。今いるのは、一握りの人たちだけです。」。ルメールは、この知能による妙技は、彼の専攻である人工知能の領域でも非常に役立つと言っている。

## 参照
1. ↑  “Frenchman calculates 13th root of 200-digit number”. The Register. (2007年12月11日) 2008年5月15日閲覧。
2. ↑  “All Hail The Nerd King”. CBS News. (2004年11月24日) 2008年5月15日閲覧。
3. ↑  “Root cause: French maths student sets world record”. Gulf Times. (2005年4月7日) 2008年5月15日閲覧。
4. ↑  “'13TH ROOT OF A 200-DIGIT NUMBER The rules”
5. ↑  “What is the 13th root of . . . 836895668823695693983732866222 5645224726780466493836677 497357558157303507570408962 528802385783156837680293 493820105634336385559593151445 04151494907094190977044493 0566026840277186962415568 8082648640933?”. The Times. (2005年4月8日) 2008年5月15日閲覧。
6. ↑  “How does a human calculator do it?”. BBC News. (2007年7月30日) 2008年5月15日閲覧。
7. ↑  “I'm no nerd, says maths world record holder”. The Advertiser. (2007年11月16日) 2008年5月15日閲覧。
8. 1 2  “'Mathlete' breaks calculation record”. The Daily Telegraph. (2007年12月11日) 2008年5月15日閲覧。
9. ↑  “'Mathlete' smashes human calculation record”. The Age. (2007年12月12日) 2008年5月15日閲覧。